# Fireworks (Purple Disco Machine)
Fireworks è un singolo del DJ tedesco Purple Disco Machine, pubblicato il 19 febbraio 2021 come terzo estratto dal secondo album in studio Exotica.

## Descrizione
Il brano, che vede la partecipazione del cantante britannico Moss Kena e del gruppo musicale statunitense The Knocks, è stato descritto dalla rivista Billboard come un pezzo disco e funk con influenze pop.

## Video musicale
Il video musicale, diretto da Greg Barth, è stato reso disponibile su YouTube in contemporanea con l'uscita del singolo.

## Tracce
1. Fireworks (feat. Moss Kena & The Knocks) – 3:20

## Successo commerciale
Il brano è stato il più passato dalle radio italiane nel 2021, record che il DJ aveva già ottenuto l'anno precedente con Hypnotized.

## Classifiche

### Classifiche settimanali
| Classifica (2021) | Posizione massima |
| ----------------- | ----------------- |
| Austria           | 34                |
| Belgio (Fiandre)  | 36                |
| Belgio (Vallonia) | 15                |
| Croazia           | 10                |
| Germania          | 32                |
| Italia            | 42                |
| Polonia           | 5                 |
| Russia            | 14                |
| Slovacchia        | 61                |
| Svizzera          | 83                |

### Classifiche di fine anno
| Classifica (2021) | Posizione |
| ----------------- | --------- |
| Belgio (Vallonia) | 46        |
| Croazia           | 44        |
| Polonia           | 50        |
| Russia            | 75        |